# Marele Premiu al Statelor Unite din 2022
Marele Premiu al Statelor Unite din 2022 (cunoscut oficial ca Formula 1 Aramco United States Grand Prix 2022) a fost o cursă auto de Formula 1 ce s-a desfășurat între 21-23 octombrie 2022 pe Circuitul Americilor din Austin, Texas, Statele Unite ale Americii. Aceasta a fost cea de-a nouăsprezecea rundă a Campionatului Mondial de Formula 1 din 2022.
A fost câștigată de campionul en-titre Max Verstappen, care a fost urmat de Lewis Hamilton pe locul doi și Charles Leclerc pe locul trei. Cu Verstappen care a obținut victoria și coechipierul Sergio Pérez terminând pe locul al patrulea, Red Bull Racing și-a asigurat al cincilea titlu de Campionat al Constructorilor și primul din 2013 încoace.

## Calificări
Calificările au început la ora locală 17:00 pe 22 octombrie, și au durat o oră.
| Poz.                  | Nr. | Pilot            | Constructor                  | Timpi calificări | Timpi calificări | Timpi calificări | Grila finală |
| Poz.                  | Nr. | Pilot            | Constructor                  | Q1               | Q2               | Q3               | Grila finală |
| --------------------- | --- | ---------------- | ---------------------------- | ---------------- | ---------------- | ---------------- | ------------ |
| 1                     | 55  | Carlos Sainz Jr. | Ferrari                      | 1:35,297         | 1:35,590         | 1:34,356         | 1            |
| 2                     | 16  | Charles Leclerc  | Ferrari                      | 1:35,795         | 1:35,246         | 1:34,421         | 12           |
| 3                     | 1   | Max Verstappen   | Red Bull Racing-RBPT         | 1:35,864         | 1:35,294         | 1:34,448         | 2            |
| 4                     | 11  | Sergio Pérez     | Red Bull Racing-RBPT         | 1:36,163         | 1:35,864         | 1:34,645         | 9            |
| 5                     | 44  | Lewis Hamilton   | Mercedes                     | 1:36,148         | 1:35,732         | 1:34,947         | 3            |
| 6                     | 63  | George Russell   | Mercedes                     | 1:36,195         | 1:35,692         | 1:34,988         | 4            |
| 7                     | 18  | Lance Stroll     | Aston Martin Aramco-Mercedes | 1:36,860         | 1:36,032         | 1:35,598         | 5            |
| 8                     | 4   | Lando Norris     | McLaren-Mercedes             | 1:36,465         | 1:36,341         | 1:35,690         | 6            |
| 9                     | 14  | Fernando Alonso  | Alpine-Renault               | 1:36,446         | 1:35,988         | 1:35,876         | 14           |
| 10                    | 77  | Valtteri Bottas  | Alfa Romeo-Ferrari           | 1:36,746         | 1:36,321         | 1:36,319         | 7            |
| 11                    | 23  | Alexander Albon  | Williams-Mercedes            | 1:36,932         | 1:36,368         | N/A              | 8            |
| 12                    | 5   | Sebastian Vettel | Aston Martin Aramco-Mercedes | 1:36,695         | 1:36,398         | N/A              | 10           |
| 13                    | 10  | Pierre Gasly     | AlphaTauri-RBPT              | 1:36,577         | 1:36,740         | N/A              | 11           |
| 14                    | 24  | Zhou Guanyu      | Alfa Romeo-Ferrari           | 1:36,656         | 1:36,970         | N/A              | 18           |
| 15                    | 22  | Yuki Tsunoda     | AlphaTauri-RBPT              | 1:36,808         | 1:37,147         | N/A              | 19           |
| 16                    | 20  | Kevin Magnussen  | Haas-Ferrari                 | 1:36,949         | N/A              | N/A              | 13           |
| 17                    | 3   | Daniel Ricciardo | McLaren-Mercedes             | 1:37,046         | N/A              | N/A              | 15           |
| 18                    | 31  | Esteban Ocon     | Alpine-Renault               | 1:37,068         | N/A              | N/A              | PL           |
| 19                    | 47  | Mick Schumacher  | Haas-Ferrari                 | 1:37,111         | N/A              | N/A              | 16           |
| 20                    | 6   | Nicholas Latifi  | Williams-Mercedes            | 1:37,244         | N/A              | N/A              | 17           |
| Regula 107%: 1:41,968 |     |                  |                              |                  |                  |                  |              |
| Sursa:                |     |                  |                              |                  |                  |                  |              |

Note
- ^1 – Charles Leclerc a primit o penalizare de zece locuri pe grilă pentru depășirea cotei sale de elemente ale unității de putere.[4]
- ^2 – Sergio Pérez, Zhou Guanyu and Fernando Alonso au primit o penalizare de cinci locuri pe grilă pentru depășirea cotei lor de elemente ale unității de putere.[4][5] Zhou gained a position following Yuki Tsunoda's penalty.[3]
- ^3 – Yuki Tsunoda a primit o penalizare de cinci locuri pe grilă pentru o nouă transmisie a cutiei de viteze.[3]
- ^4 – Esteban Ocon s-a calificat pe locul 17, dar a fost nevoit să înceapă cursa din spatele grilei pentru că și-a depășit cota de elemente ale unității de putere. Noile elemente ale unității de putere au fost schimbate în timp ce mașina se afla sub parcul închis fără permisiunea delegatului tehnic. Prin urmare, a fost obligat să înceapă cursa de pe linia boxelor.[3]

## Cursă
| Poz.                                                               | Nr. | Pilot            | Constructor                  | Tururi | Timp/Retras | Grilă | Puncte |
| ------------------------------------------------------------------ | --- | ---------------- | ---------------------------- | ------ | ----------- | ----- | ------ |
| 1                                                                  | 1   | Max Verstappen   | Red Bull Racing-RBPT         | 56     | 1:42:11,687 | 2     | 25     |
| 2                                                                  | 44  | Lewis Hamilton   | Mercedes                     | 56     | +5,023      | 3     | 18     |
| 3                                                                  | 16  | Charles Leclerc  | Ferrari                      | 56     | +7,501      | 12    | 15     |
| 4                                                                  | 11  | Sergio Pérez     | Red Bull Racing-RBPT         | 56     | +8,293      | 9     | 12     |
| 5                                                                  | 63  | George Russell   | Mercedes                     | 56     | +44,815     | 4     | 11     |
| 6                                                                  | 4   | Lando Norris     | McLaren-Mercedes             | 56     | +53,785     | 6     | 8      |
| 7                                                                  | 14  | Fernando Alonso  | Alpine-Renault               | 56     | +55,078     | 14    | 6      |
| 8                                                                  | 5   | Sebastian Vettel | Aston Martin Aramco-Mercedes | 56     | +1:05,354   | 10    | 4      |
| 9                                                                  | 20  | Kevin Magnussen  | Haas-Ferrari                 | 56     | +1:05,834   | 13    | 2      |
| 10                                                                 | 22  | Yuki Tsunoda     | AlphaTauri-RBPT              | 56     | +1:10,919   | 19    | 1      |
| 11                                                                 | 31  | Esteban Ocon     | Alpine-Renault               | 56     | +1:12,875   | PL    |        |
| 12                                                                 | 24  | Zhou Guanyu      | Alfa Romeo-Ferrari           | 56     | +1:16,164   | 18    |        |
| 13                                                                 | 23  | Alexander Albon  | Williams-Mercedes            | 56     | +1:20,075   | 8     |        |
| 14                                                                 | 10  | Pierre Gasly     | AlphaTauri-RBPT              | 56     | +1:21,763   | 11    |        |
| 15                                                                 | 47  | Mick Schumacher  | Haas-Ferrari                 | 56     | +1:24,490   | 16    |        |
| 16                                                                 | 3   | Daniel Ricciardo | McLaren-Mercedes             | 56     | +1:30,487   | 15    |        |
| 17                                                                 | 6   | Nicholas Latifi  | Williams-Mercedes            | 56     | +1:43,588   | 17    |        |
| Ab                                                                 | 18  | Lance Stroll     | Aston Martin Aramco-Mercedes | 21     | Coliziune   | 5     |        |
| Ab                                                                 | 77  | Valtteri Bottas  | Alfa Romeo-Ferrari           | 16     | Accident    | 7     |        |
| Ab                                                                 | 55  | Carlos Sainz Jr. | Ferrari                      | 1      | Avarii      | 1     |        |
| Cel mai rapid tur: George Russell (Mercedes) – 1:38,788 (turul 56) |     |                  |                              |        |             |       |        |
| Sursa::                                                            |     |                  |                              |        |             |       |        |

Note
- ^1 – Include un punct pentru cel mai rapid tur.[7]
- ^2 – Alexander Albon a terminat pe locul 13, dar a primit o penalizare de cinci secunde pentru că a părăsit pista și a câștigat un avantaj. Poziția sa finală nu a fost afectată de penalizare.[6]
- ^3 – Pierre Gasly a terminat pe locul 11, dar a primit o penalizare de zece secunde pentru că nu a executat o pedeapsă în urma unei încălcări a mașinii de siguranță.[6]
- ^4 – Mick Schumacher a primit o penalizare de cinci secunde pentru depășirea limitelor pistei. Poziția sa finală nu a fost afectată de penalizare.[6]
- ^5 – Nicholas Latifi a primit o penalizare de cinci secunde pentru că l-a forțat pe Mick Schumacher să iasă de pe pistă. Poziția sa finală nu a fost afectată de penalizare.[6]

## Clasamentele campionatelor după cursă
|        | Poz. | Pilot            | Pct. |
| ------ | ---- | ---------------- | ---- |
|        | 1    | Max Verstappen*  | 391  |
| 1      | 2    | Charles Leclerc  | 267  |
| 1      | 3    | Sergio Pérez     | 265  |
|        | 4    | George Russell   | 218  |
|        | 5    | Carlos Sainz Jr. | 202  |
| Sursa: |      |                  |      |

|        | Poz. | Constructor           | Pct. |
| ------ | ---- | --------------------- | ---- |
|        | 1    | Red Bull Racing-RBPT* | 656  |
|        | 2    | Ferrari               | 469  |
|        | 3    | Mercedes              | 416  |
|        | 4    | Alpine-Renault        | 149  |
|        | 5    | McLaren-Mercedes      | 138  |
| Sursa: |      |                       |      |

- Notă: Doar primele cinci locuri sunt prezentate în ambele clasamente.
- Concurenții îngroșați și marcați cu un asterisc sunt campionii mondiali din 2022.